# مستصفرة بيضاء مخططة
مستصفرة بيضاء مخططة (الاسم العلمي: Xanthomonas albilineans) هي نوع من البكتيريا يتبع جنس المستصفرة من الفصيلة المستصفرية.